# Synchlora aerata
Espèce
Synchlora aerata est une espèce nord-américaine de lépidoptères de la famille des Geometridae.

## Description
L'imago a une envergure d'environ 17 mm. Le dessus des ailes est vert avec des lignes transversales blanches ondulées.

## Distribution
L'aire de distribution de l'espèce couvre principalement le Sud du Canada et une grande partie des États-Unis.

## Biologie
Les chenilles se nourrissent d'une grande variété de plantes, notamment les capitules de fleurs composites et d'autres plantes à fleurs, ainsi que des arbustes et des arbres. Les plantes-hôtes recensées comprennent des espèces des genres Aster, Rudbeckia, Liatris, Solidago, Artemisia, Achillea et Rubus. Les chenilles ont la particularité d'attacher sur leur dos des morceaux du tissu végétal dont elles se nourrissent, à des fins de camouflage.
L'espèce hiverne sous forme de chenille, à un stade de croissance intermédiaire.